# Лекарос де Коссио, Армандо
Луис Армандо Хосе Лекарос де Коссио (исп. Luis Armando José Lecaros de Cossio) (12 февраля 1943 года — 19 января 2015 года) — перуанский дипломат. Посол Перу в ряде государств.

## Биография
Родился 12 февраля 1943 года.
Начал дипломатическую службу в 1968 году с должности третьего секретаря посольства Перу в Мексике. Работал в перуанских посольствах Перу в Манагуа и в Гаване.
В 1984—1986 годах — сотрудник посольства Перу в Австралии.
В 1986—1988 годах — сотрудник посольства Перу в Никарагуа.
В 1988—1990 годах — заведующий канцелярией по борьбе с терроризмом и незаконным оборотом наркотиков в Лиме .
В 1990—1991 годах — Чрезвычайный и Полномочный Посол Перу в СССР.
В 1991—1995 годах — Чрезвычайный и Полномочный Посол Перу в России.
В 1993—1995 годах — Чрезвычайный и Полномочный Посол Перу на Украине по совместительству.
В 1997—2000 годах — Чрезвычайный и Полномочный Посол Перу в Испании.
В 2000—2001 годах — Чрезвычайный и Полномочный Посол Перу в Мексике.
В 2001—2003 годах — Чрезвычайный и Полномочный Посол Перу в Великобритании .
В 2005—2006 годах — Чрезвычайный и Полномочный Посол Перу в Испании .
Был заместителем министра иностранных дел Перу.
Умер 19 января 2015 года в Париже.